# Kogia danomurai
Kogia danomurai — викопний вид морських ссавців з родини когієвих. Типовий зразок: MUSM 3888, частковий череп. Його типовим місцем розташування є Sacaco у тортонському/мессінському алевроліті у формації Піско в Перу.